# Sistema de produção
Sistema de produção:
É a definição do tipo de processo utilizado em manufatura de produtos e serviços.
Também dizem respeito a definição do tipo de processo utilizado em manufatura de produtos e serviços, com características diferentes de volume e variedade. Os processos que tem como resultado um produto são chamados de processos de conversão, uma vez que mudam a estrutura, formato ou composição inicial da matéria-prima. Já os processos que originarão um serviço são chamados de processos de transferência, pois há transferência de conhecimento, know-how e/ou tecnologia.
Existe um modelo genérico para descrever qualquer tipo de sistema de produção, que consiste em entradas, o processo de transformação em si e a saída. As entradas de um processo são divididas em dois tipos de recurso: os recursos transformadores e os de transformação. Os recursos a serem transformados são materiais, informações e consumidores. Os recursos de transformação são compostos por instalações (prédios, equipamentos, tecnologia) e funcionários (pessoas que operam as instalações).
Os insumos que são recursos a serem transformados diretamente em produtos, podem ser classificados em três categorias: insumos externos - aqueles que possuem caráter de informação e fornecem dados sobre as condições externas ao sistema de produção, tais como informações sobre: política; legislação; economia; sociedade; tecnologia; insumos de mercado - também possuem caráter de informação, no entanto, fornecem informações sobre: concorrência; produtos; desejos dos clientes; insumos primários/recursos primários - são os insumos que sustentam diretamente a produção e a entrega de bens e serviços, podendo ser públicos ou não, tais como: Recursos Físicos – Máquinas, Equipamentos, Matérias – primas,Recursos Energéticos e Recursos Naturais; Recursos Humanos; Recursos Econômicos - Financeiros;
As saídas são basicamente duas: fabricação ou manufatura de produtos, quando se trata de uma saída tangível, que pode ser estocada e transportada ou geração ou prestação de serviço, quando a saída é intangível, consumida simultaneamente com a sua produção, onde é indispensável a presença do consumidor e não pode ser estocada ou transportada.

## Classificações
- Tipos de sistemas para manufatura:
- Tradicional;
  - produção em massa;
  - produção contínua ininterrupta;
  - produção intermitente;
    - em lotes;
    - jobbing;
    - produção de projetos;
- 2.Cruzada (de Schoeder)
- 3.Produção Enxuta
- Tipos de produções de serviços – operações:
  1. Serviços profissionais
  2. Produção em massa
  3. Lojas de serviço

## Produção em massa
Sistema identificado pela produção em elevadas quantidades de produtos padronizados por meio de linhas de montagem. Esse modo de produção possibilita altas taxas de produção por funcionário e ao mesmo tempo disponibiliza produtos a custos e preços baixos, pois emprega uma alta proporção de máquinas em relação ao número de funcionários. Entretanto oferta aos consumidores reduzidas opções de produtos e com pequeno grau de diferenciação. As etapas de produção ocorrem em uma sucessão prevista de um posto de trabalho para outro. Como exemplo se tem as fábricas de automóveis.

## Produção contínua ininterrupta
Os sistemas de fluxo em linha são distinguidos por uma alta eficiência e inflexibilidade intensa. Geralmente funcionam por períodos de tempo longos, com alto volume e variedade de produtos baixíssima. São ditos “contínuos” pelo fato do processo ser em um fluxo ininterrupto. Os exemplos desse tipo de processo são refinarias e siderúrgicas.

## Produção intermitente
Caracterizada pela produção feita em lotes não existindo um único sequenciamento de procedimentos, sendo o arranjo físico dito funcional por ser definido segundo o processo de produção e disposto conforme a aptidão dos funcionários, das operações e/ou equipamentos. Os equipamentos apresentam alteração frequente de trabalho, posto que existe alta variedade de produtos e tamanhos de lotes fabricados e por ter opções de produtos e variações de volume, o processo intermitente requer um Planejamento de Produção mais complexo. Se os clientes apresentarem um projeto com especificações únicas o processo é definido por encomenda, caso contrário se divide em processo de jobbing e em lotes. Em processos de jobbing, cada produto tem de compartilhar os meios de operação com diversos outros, possui baixo volume e alta variedade, como exemplo se pode citar gráficas e restauradores de móveis. Já nos processos em lotes, o grau de variedade dos produtos não é tão grande, e ao fim da fabricação de um produto, outros produtos ocupam seu espaço nas máquinas, de forma que o primeiro produto só será fabricado novamente depois de um certo intervalo. Cita-se como exemplos de processo em lote, manufatura de máquinas-ferramentas e a produção de roupas.

## Produção de grandes projetos
Cada grande projeto é descrito por ser um produto único que obedece às necessidades individuais dos clientes. Cada projeto tem início e fim bem definidos, e o período entre o começo e o final é relativamente longo em relação aos outros tipos de processos de produção. Os custos desse tipo de sistema são altos e as tarefas possuem pouca ou nenhuma repetitividade. Como exemplo pode-se citar a construção de aviões e projetos de construção civil em geral.

## Produção Cruzada (de Schroeder)
Classificação definida por duas dimensões, por “tipo de fluxo de produto”, que corresponde a classificação tradicional já citada, e por “tipo de atendimento ao consumidor”, sendo essa última dimensão subdividida em duas classes: sistemas orientados para estoque, o item é produzido e estocado antes da demanda confirmada do consumidor, tendo um sistema de atendimento rápido ao consumidor e a custo baixo, mas o cliente tem poucas opções de escolha; e sistemas orientados para a encomenda, os processos são relacionados a um cliente em particular e as condições do negócio são discutidas e negociadas com o próprio cliente, condições tais como prazo de entrega e preço.

## Produção Enxuta
Também conhecida como Sistema Toyota de Produção ou Lean Manufacturing, é um sistema produtivo que tem como objetivo principal eliminar ou minimizar atividades que não agregam valor ao produto final. Os desperdícios que o sistema de produção enxuta visa eliminar ou minimizar são de superprodução, de material esperando no processo, de transporte, de estoque e de produção de peças defeituosas. Para se conseguir esse estado de excelência deve ocorrer a implantação de algumas ferramentas e sistemas de melhoramento da produção/ambiente de produção, tais como sistema Just in Time, 5S, Seis Sigma, Pokayokes, Kanbans, Kaizens, TPM (Manutenção Produtiva Total), Benchmarking, TQC (Controle da Qualidade Total), entre muitas outras ferramentas. Essas ferramentas contribuem, dentre outros fatores, para a melhoria na conformidade, referente a qualidade e flexibilidade a novas determinações do mercado; melhoria na confiabilidade, relativo a agilidade do sistema produtivo e de entrega ao cliente; e redução de custos, denotando uma competência produtiva.

## Serviços profissionais
São denotados por serem organizações de alta convivência/contato entre cliente e produtor do serviço e os clientes passam um tempo no processamento do serviço. Esses serviços possuem alto nível de diferenciação e necessitam atender as preferências específicas de cada cliente. Consultores de gestão, advogados e arquitetos são exemplos desse serviço.

## Produção em massa
Representados por muitos negócios de clientes que compreendem tempo de contato limitado e pouca customização do serviço.
São serviços padronizados e pouco flexíveis. Exemplificando esse serviço cita-se supermercados, aeroportos e empresas de telecomunicação.

## Lojas de Serviço
É o tipo de produção intermediária entre serviços profissionais e serviços de massa, por possuir nível de contato com o cliente, customização e volumes de clientes medianos.
Lojas de serviço incluem bancos, shoppings centers e hotéis.